# Murat (Cantal)
Murat ist eine französische Gemeinde mit 1.770 Einwohnern (Stand: 1. Januar 2022) im Département Cantal in der Region Auvergne-Rhône-Alpes; sie gehört zum Arrondissement Saint-Flour und zum Kanton Murat.

## Gemeindegliederung
| Ortsteil                  | ehemaliger INSEE-Code | Fläche (km²) | Höhenlage (m) | Einwohnerzahl (2016) |
| ------------------------- | --------------------- | ------------ | ------------- | -------------------- |
| Chastel-sur-Murat         | 15044                 | 13,79        | 1000–1360     | .0116                |
| Murat (Verwaltungssitz)00 | 15138                 | 06,47        | 0868–1163     | 1.799                |

## Geographie
Murat liegt im Tal des Alagnon, duckt sich unterhalb des westlichen Vorgebirges der Monts du Cantal. Der Ort ist von drei Basaltfelsen umgeben, Reste alter vulkanischer Kamine, den Rocher de Bredons, de Bonnevie und de Chastel.

## Geschichte

### 10. bis 17. Jahrhundert
Aufgrund seiner Lage entwickelte sich Murat ab dem 10. Jahrhundert und gelangte im 12. und 13. Jahrhundert zu Wohlstand. Im 14. Jahrhundert war Murat eine befestigte Stadt: im Schutz seiner Mauern befand sich an einem wichtigen Verkehrsknotenpunkt eine lebhafte Stadt. Zu der Zeit war jeder der drei Vulkankegel mit einer Festung bestückt.
Murat war während des Hundertjährigen Kriegs im Besitz der Engländer, dann der Grafen von Armagnac, des Hauses Savoyen und der Bourbonen. 1633 ließ Richelieu die imposante Burg auf dem Roche de Bonnevie, die nacheinander den Familien Murat, Cardaillac und Armagnac gehört hatte, schleifen, wozu sechs Monate benötigt wurden.

### Zweiter Weltkrieg

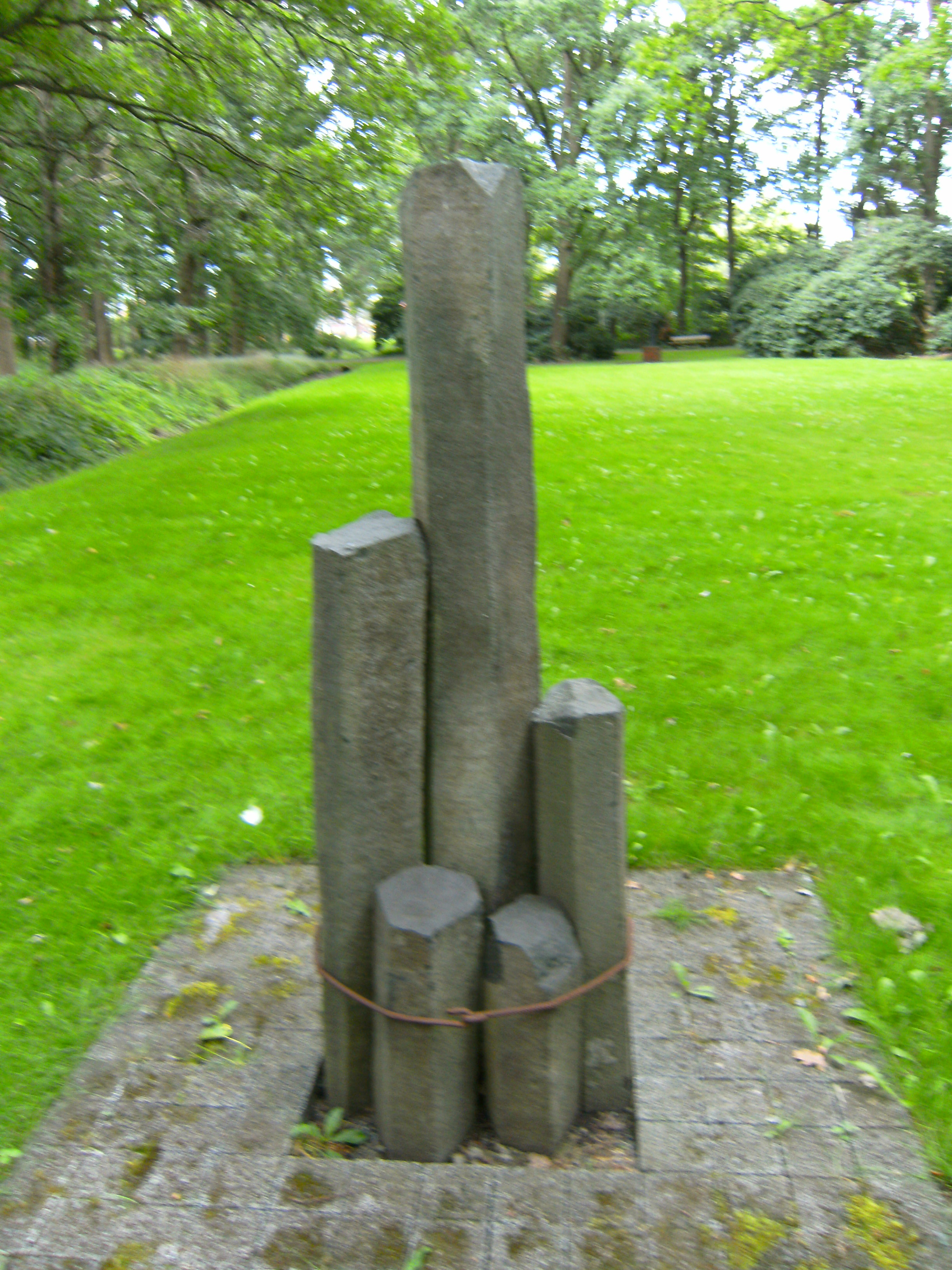
Hamburg, KZ-Gedenkstätte Neuengamme: Gedenkhain, Denkmal für die deportierten und ermordeten Maquisards von Murat (Cantal)

Während des Zweiten Weltkriegs war Murat eine Hochburg der Résistance.
Die Lehrerin Alice Ferrières begann im Januar 1943 nach Murat geflüchtete Juden vor den Nationalsozialisten zu schützen. Sie nutzt ihre  Verbindungen, um sie in umliegenden Schulen und Bauernhöfen zu verstecken. So konnte sie bis Kriegsende etwa fünfzehn Kinder und dreiundfünfzig Familien schützen. Die Flüchtlinge rettet sie auch, indem sie falsche Papiere für sie anfertigte. Unterstützt wurde sie dabei vor allem von ihren Kolleginnen Marthe Cambou und Marie Sagnier sowie von jungen Assistenten der Jüdischen Hilfs- und Widerstandswerke. In 1964 wurde Alice Ferrières als „Gerechte unter den Völkern“ ausgezeichnet (siehe Literatur: Buch von Patrick Cabanel).
Die Altstadt, die Place de l’Hôtel de Ville und die Place du Balat waren 1944 Schauplatz dramatischer Ereignisse: am 12. Juni nahmen die Deutschen im Ort Verhöre und Festnahmen vor. Gegen 15 Uhr drang eine Gruppe von 75 Widerstandskämpfern in die Stadt ein und eröffnete das Feuer, bei dem auch der SD-Hauptsturmführer und Chef der Gestapo Südfrankreich, Hugo Geissler, der das SD-Einsatzkommando beim Vichy-Regime leitete, getötet wurde. In der Dämmerung zogen sich die Deutschen Richtung Saint-Flour mit 13 eigenen Toten und 3 gefallenen Milizionären zurück. Am 24. Juni kamen sie zurück, um die Stadt zu "säubern". Sie durchsuchten die Häuser, von denen sie 10 zerstörten, und verhafteten 119 Einwohner, von denen 107 deportiert wurden. Nur 34 von ihnen überlebten.
Die Franzosen aus Murat wurden über Compiègne zum KZ Neuengamme deportiert und die meisten im Außenlager Bremen-Farge eingesetzt. Anfang Juni 2012 wurde in der KZ-Gedenkstätte Neuengamme ein Denkmal enthüllt, das von der Stadt Murat gestiftet wurde, um an die Geschehnisse in Murat zu erinnern und um dort der deportierten und verstorbenen Einwohner zu gedenken. Mit den aus Murat stammenden Basaltsäulen wird an die im Juli 1944 in das KZ Neuengamme und seine Außenlager deportierten und ermordeten Maquisards aus Murat (Cantal) erinnert. Insgesamt starben im KZ 75 von 103 Männern.

### 21. Jahrhundert
Am 1. Januar 2017 wurde die Gemeinde Chastel-sur-Murat mit den Ortsteilen Chastel-sur-Murat, Brugiroux, Brujaleine, Entremont, La Chevade, La Denterie, Le Moulin de Brujaleine, L’Haut-Mur und Le Lapsou nach Murat eingemeindet.

## Bevölkerungsentwicklung
| Gemeinde                  | Einwohnerzahlen (Census) |      |      |      |      |      |      |      |      |      |      |
| Gemeinde                  | 1962                     | 1968 | 1975 | 1982 | 1990 | 1999 | 2006 | 2008 | 2011 | 2013 | 2016 |
| ------------------------- | ------------------------ | ---- | ---- | ---- | ---- | ---- | ---- | ---- | ---- | ---- | ---- |
| Chastel-sur-Murat         | 176                      | 153  | 126  | 106  | 100  | 96   | 125  | 133  | 133  | 122  | 116  |
| Murat                     | 2438                     | 2587 | 2605 | 2435 | 2409 | 2153 | 2077 | 2045 | 1947 | 1893 | 1799 |
| Murat                     | 2614                     | 2740 | 2731 | 2541 | 2509 | 2249 | 2202 | 2178 | 2080 | 2015 | 1915 |
| Quelle: Cassini und INSEE |                          |      |      |      |      |      |      |      |      |      |      |

Die (Gesamt-)Einwohnerzahlen der Gemeinde Murat wurden durch Addition der bis Ende 2016 selbständigen Gemeinden ermittelt.

## Sehenswürdigkeiten

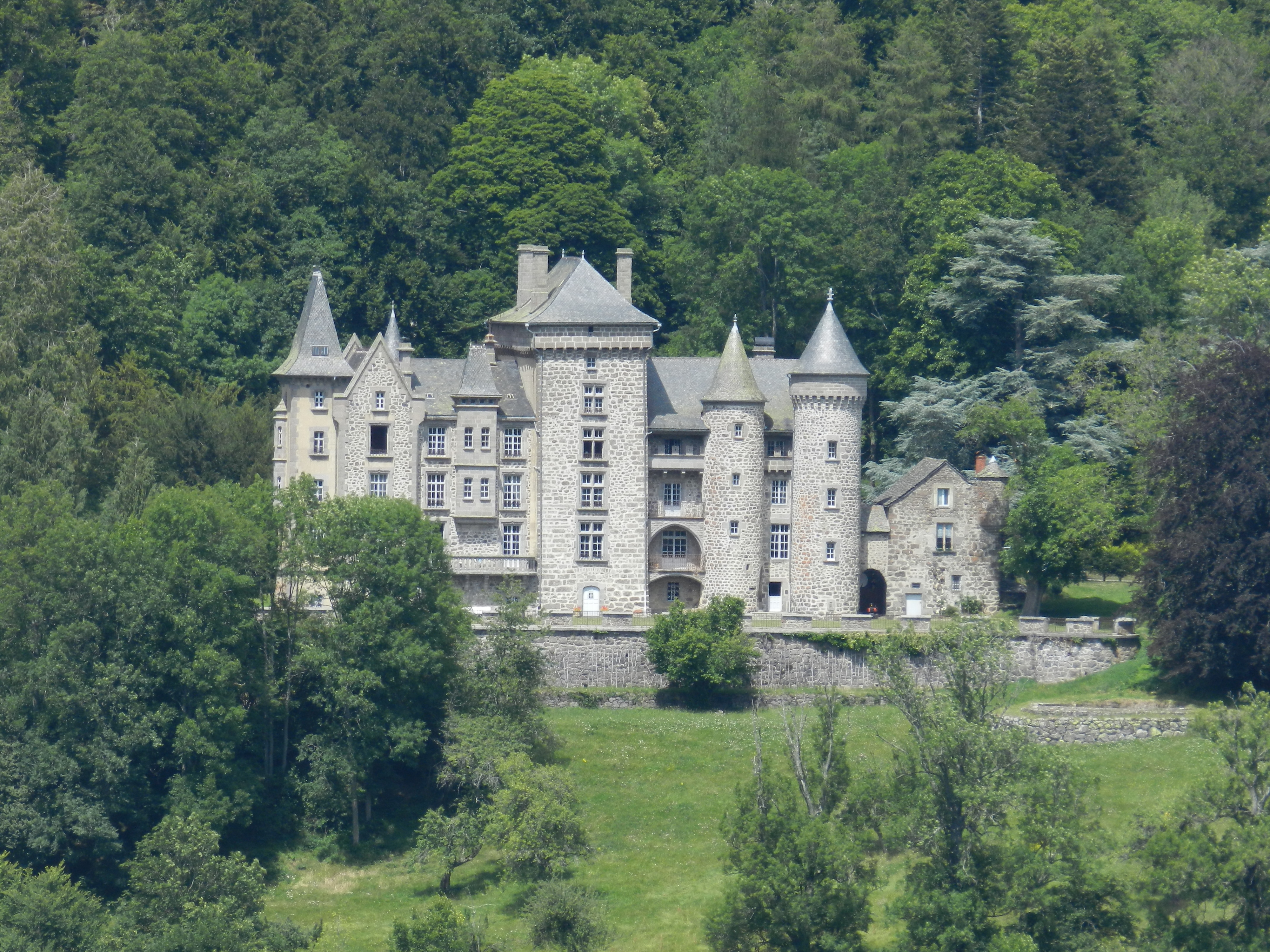
Schloss Anterroches
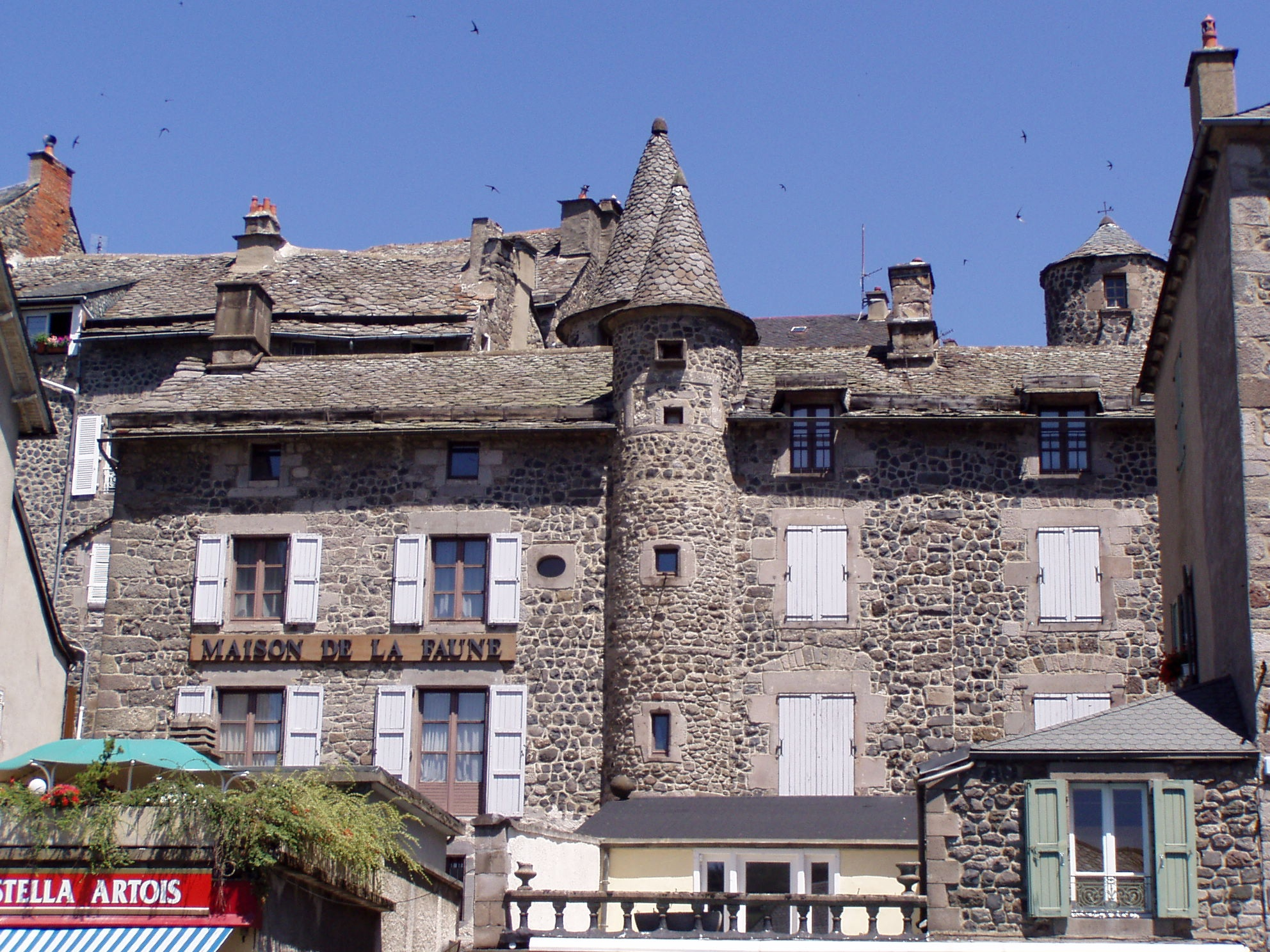
Das Maison de la Faune
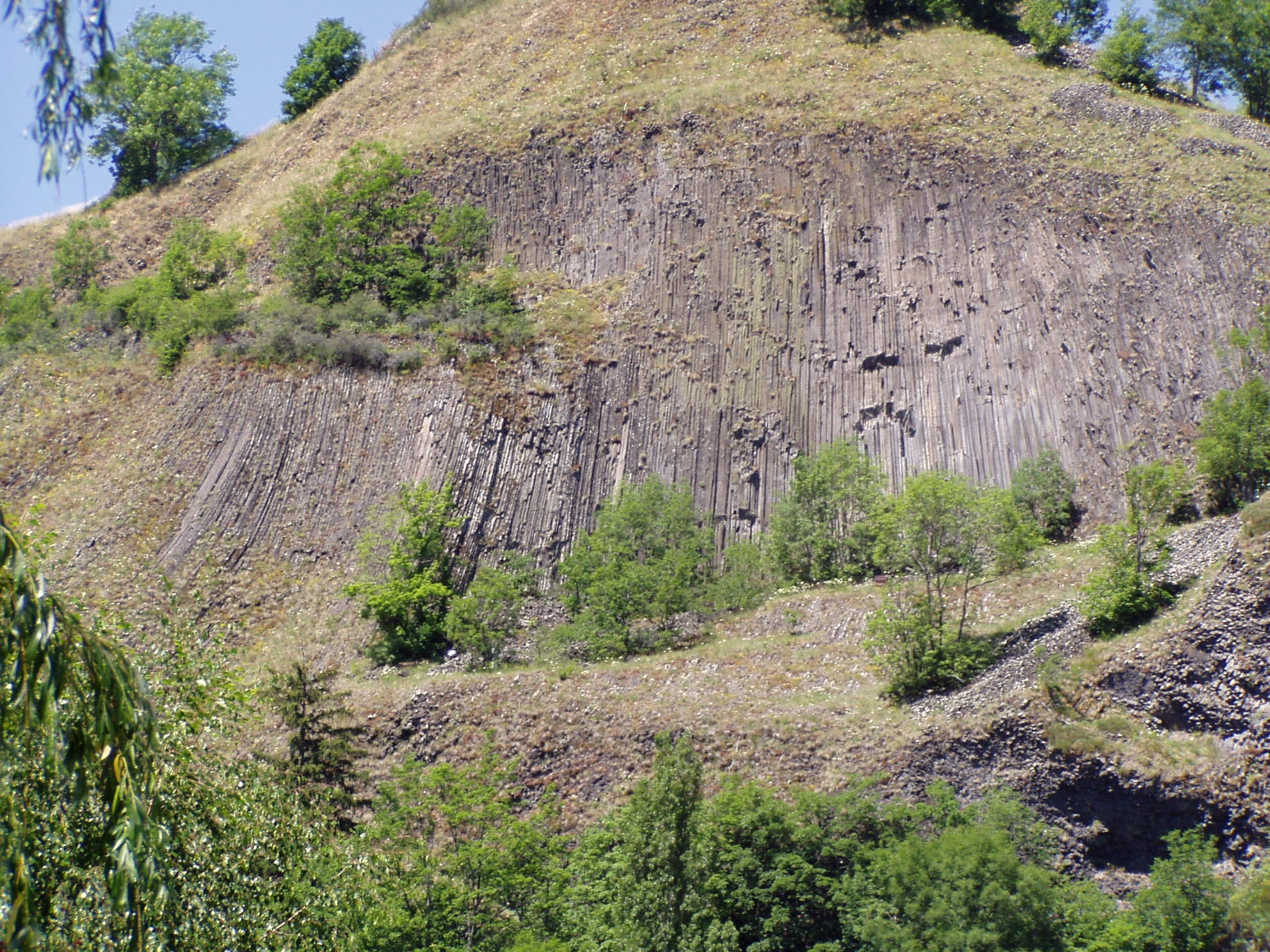
Orgeln am Rocher de Bonnevie
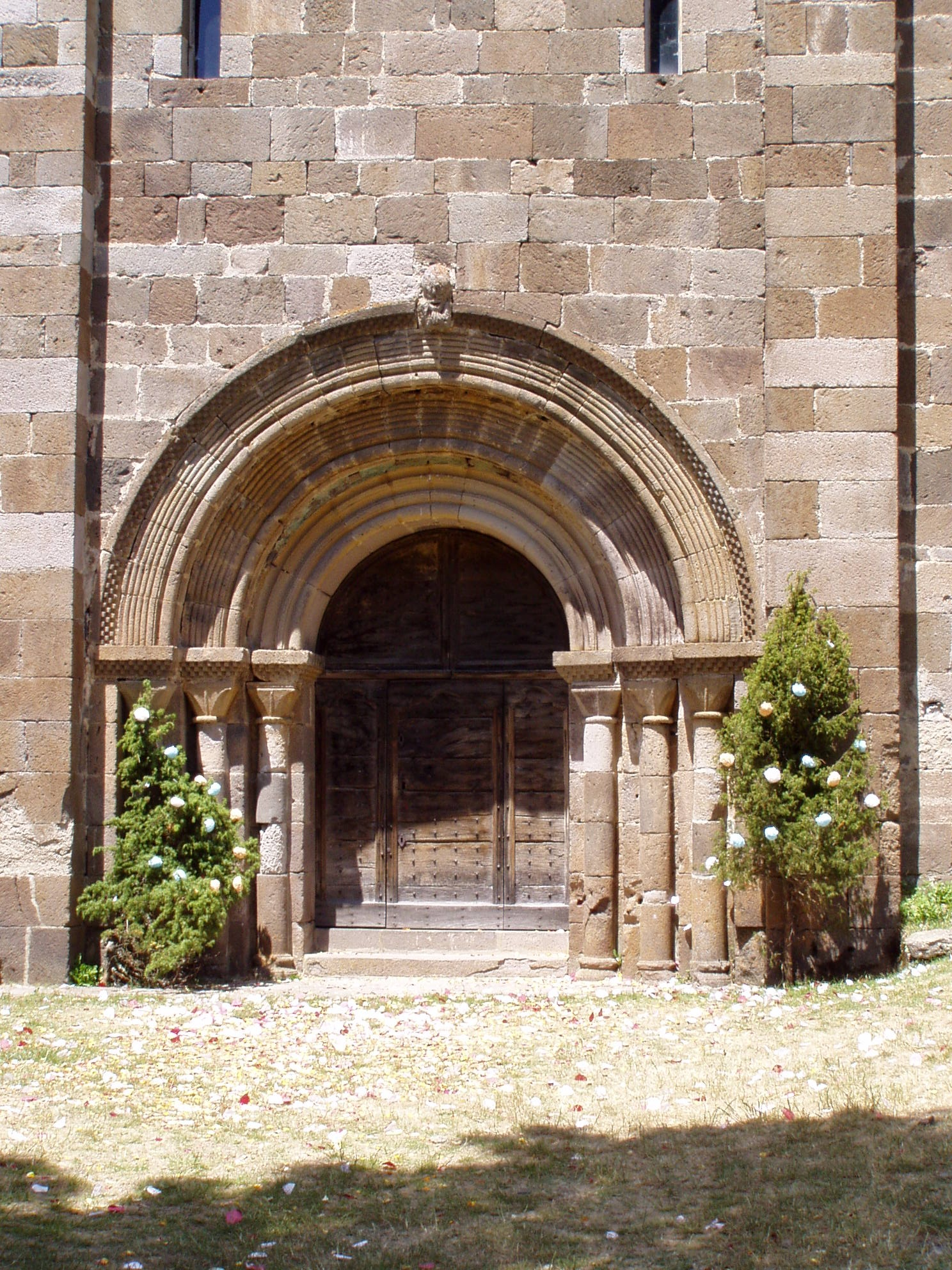
Portal der Kirche auf dem Rocher de Bredons

- Schloss Anterroches, erbaut im Mittelalter wurde es im 19. Jahrhundert stark verändert
- Die mittelalterliche Altstadt. Murat besitzt noch viele Häuser aus dem Mittelalter und der Renaissance, darunter sieben geschützte Bauten, die in der Liste der Monuments historiques eingetragen sind:
  - Die Stiftskirche Notre-Dame des Oliviers (Place Gandilhon-Gens-d’Armes) aus dem 13. und 14. Jahrhundert stammend und in der Folgezeit immer wieder erweitert.
  - Die Markthalle (gegenüber der Stiftskirche) mit ihrem metallenen Dachstuhl (19. Jahrhundert)
  - Die ehemalige Vogtei (Place Gandilhon-Gens-d’Armes): aus dem 16. Jahrhundert mit einem Mauerwerk aus mit Kalk ausgefugten Vulkansteinen
  - Das Renaissancehaus (Place Marchande)
  - Das Tribunal (Rue du faubourg Notre-Dame), der ehemalige Dominikanerkonvent Sainte-Catherine de Sienne, 1771 abgebrannt und danach wieder aufgebaut
  - Das Konsulatshaus (Rue du faubourg Notre-Dame) mit einer Fassade vom Ende des 15. Jahrhunderts.
  - Die Ferme de la Pradal
- Die Maison de la faune, ein ehemaliges Privathaus aus dem 17. Jahrhundert, das heute ein Naturkundemuseum beherbergt.

## Gemeindepartnerschaft
- Olonne-sur-Mer (Frankreich)

## Persönlichkeiten
- Alexandre-César d’Anterroches (1719–1793), römisch-katholischer Geistlicher und letzter Bischof von Condom